# Stadion Achter de Kazerne
Achter De Kazerne is een Belgisch voetbalstadion, waar het eerste mannenelftal van KV Mechelen zijn thuiswedstrijden afwerkt. Het stadion heeft een capaciteit van 16.672 toeschouwers. Sinds het vertrek van AFAS Software als naampartner wordt de naam 'Achter de Kazerne' opnieuw gebruikt. Die naam verwijst naar de militaire kazerne die vroeger naast het stadion stond. In de plaats daarvan staan nu de gebouwen van telecommunicatiebedrijf en hoofdsponsor Telenet.

## Geschiedenis
Sinds 27 augustus 1911 speelt KV Mechelen hier zijn thuiswedstrijden, nadat de toenmalige voorzitter Francis Dessain de terreinen van 2,5 hectare had gekocht. Aanvankelijk stond er een chalet (dat pas in 2007 werd gesloopt), kleedkamers en een paar kleine houten tribunes.
Aan de lange zijden worden meteen twee tribunes gebouwd. Aan de overkant van een kleine houten hoofdtribune verrees een staantribune van zeven treden hoog, die een decennium later werd uitgebouwd tot een tribune met 19 treden en in 1939 zelfs dertig treden. Vanaf dat jaar tot 1971 bevonden zich onder de grote staantribune ook de kleedkamers en een dokterskabinet. Na de Tweede Wereldoorlog werd de tribune getooid met vlaggen van de reeksgenoten in volgorde van het klassement, maar in 1974 moesten die vlaggen wijken voor een golfplaten dak.
De kleine hoofdtribune wordt al snel geflankeerd door houten tribunes links en rechts, maar in 1926 wordt er één grote hoofdtribune met duizend zitplaatsen over de hele lengte van het veld gezet. In datzelfde jaar komt achter de goal aan de kant van de Baron Michel-kazerne ook een betonnen staantribune ('de gradins') met tien treden, die liefst negentig jaar zal blijven bestaan - tot de grote stadionvernieuwing van 2015/16. Onofficieel was het trouwens een tribune met twee verdiepingen, want op het dak van de kazerne stonden vaak ook honderden soldaten te kijken naar de wedstrijden.
In 1952 werd de amper 26 jaar oude hoofdtribune op zijn beurt vervangen door de huidige hoofdtribune, met een capaciteit van 3500 zitplaatsen. Het werd een van de eerste overdekte zelfdragende tribunes in Europa, met als grote voordeel dat er geen palen het zicht nog hinderden. Tijdens de bouw kon KV Mechelen gewoon Achter de kazerne blijven spelen, omdat de nieuwe hoofdtribune gewoon achter de oude werd gebouwd. Daarna werd de oude hoofdtribune platgelegd en vervangen door een paar trappen met staanplaatsen (vroeger vakken E en F, sinds 2016 hernoemd tot C en D).
Hoewel de inhuldiging van de hoofdtribune zelf al in 1952 plaatsvond, duurde het bijna twee decennia voordat ook de onderbouw van de tribune in gebruik kwam. In 1970 werden de bestuurskamers en zaal Mechlinia geopend, in 1971 verhuisden de kleedkamers voor spelers en scheidsrechter van de grote staantribune naar onder de hoofdtribune. In het seizoen 1985-1986 werd de tribune grondig heringericht: bovenin werden loges en pershokjes geplaatst, waardoor een flink deel van de zitcapaciteit van deze tribune verloren ging. Sindsdien vonden in de hoofdtribune nog vooral kleinere ingrepen plaats, zoals de inhuldiging van een trofeeënzaal (1996), de omvorming van zaal Mechlinia tot De Nieuwe Kantine (bij de promotie in 2002), een vernieuwde perstribune (bij de promotie in 2007) en de vervanging van de houten zitbanken door nieuwe zitjes (2014).
De succesperiode uit de periode-Cordier uitte zich op stadionvlak, naast veel dromen over een gloednieuw stadion, in enkele concrete ingrepen in het bestaande Achter de kazerne. Naast de herinrichting van de hoofdtribune kwam er in 1987 ook een ijzeren tribune boven de gradins aan de kant van de kazerne. Ook die 'tijdelijke' tribune zou het trouwens uithouden tot 2016. Tezelfdertijd kwam er een kleine zittribune aan de kant van het kerkhof, maar die werd al in 1989 vervangen door een 'halve' tribune met 520 business-seats. Dat de tribune slechts de helft van de korte zijde kon betrekken, lag aan de achterliggende straat die het stadion scheidt van het kerkhof. Links van de nieuwe tribune verrees, op de kleine ruimte tussen straat en veld, nog een minieme tribune.
In 2012 kreeg KV Mechelen, dat van 1911 tot aan de vereffening in 2003 steeds zelf eigenaar was geweest van het stadion, Achter de Kazerne voor 99 jaar in erfpacht van de stad Mechelen. Door deze ontwikkeling kon de club eindelijk echt beginnen aan de vernieuwing van het stadion, wat hoognodig was gezien de verlaagde capaciteit (door alle verbouwingen en door bijkomende veiligheidsmaatregelen was die gezakt van 18.000 naar iets meer dan 13.213) en door de grote ouderdom van enkele tribunes. Op 3 januari 2014 trok bovendien een windhoos over het stadion en werden heel wat golfplaten van het dak van de staantribune en een flink stuk van het dak van de business-seats afgerukt.
Op zaterdag 2 mei 2015 speelde KV Mechelen tegen Zulte Waregem zijn laatste thuismatch voor de grote staantribune "HIJ" (naar de vakken H, I en J waarin de tribune vroeger onderverdeeld was). Na deze wedstrijd werd de staantribune gesloopt, om plaats te ruimen voor nieuwe tribune.

## Huidige situatie
Momenteel kent Achter De Kazerne vier tribunes, die alles samen plaats bieden aan 16.700 fans. De grootste tribune telt twee verdiepingen en omspant het halve veld. Het deel langs de zijlijn (op de plaats van de oude grote staantribune) werd op 22 augustus 2015 ingehuldigd met een competitiewedstrijd tegen OH Leuven. Het deel langs de achterlijn (op de plaats van de negentig jaar oude betonnen tribune) werd op 29 juli 2016 ingehuldigd met een competitiewedstrijd tegen Club Brugge. Dit deel omvat 1.999 zitplaatsen, 3150 staanplaatsen, 321 skyboxen en wordt door Telenet ook gebruikt als kantoorruimte.
Daarnaast is er sinds het seizoen 2018-19 ook een vernieuwde hoofdtribune die beschikt over 1.999 buitenzitplaatsen, 252 skyseats, 34 skyboxen en 3 cornerboxen.
Ten slotte is er een kleine zittribune aan de kant van het kerkhof. Achter die tribune staat het gebouw van de voormalige business-seats. Na een ingrijpende renovatie werd dat echter een fitnesszaal. In een nieuw beleidsplan, onder de naam 'KVM2025, dat de club in 2019 bekendmaakte, zou ook deze tribune op termijn vervangen worden. Het is de laatste stap in het rondmaken van Achter De Kazerne.
Naast het stadion ligt ook één oefenveld, op de plaats waar tot 1927 de velodroom van Mechelen lag. In de nabijheid liggen echter nog drie velden op de Speelvelden Kanunnik Dessain, de jeugdacademie van KV Mechelen die genoemd is naar de voorzitter die het terrein voor het hoofdstadion had aangekocht. Ook voor die jeugdacademie is er de ambitie om die te vernieuwen.

## Namen
Na de vereffening van KV Mechelen in 2003 werd Achter de Kazerne het eerste Belgische stadion waarvan de naam werd verkocht aan een sponsor: van 2003 tot 2006 heette het officieel "Scarletstadion Achter de kazerne", omdat Scarlet als hoofdsponsor betaalde om die naam te mogen geven aan het stadion. Daarna waren achtereenvolgens Veolia (tot 2009), Argos Oil (tot 2015) en AFAS (tot 2025) de naamgevers.
AFAS-stadion Achter de Kazerne (KV Mechelen) ·
Bosuilstadion (Antwerp FC) ·
Cegeka Arena (KRC Genk) ·
Edmond Machtensstadion (RWDM) ·
Ghelamco Arena (KAA Gent) ·
Guldensporenstadion (KV Kortrijk) ·
Jan Breydelstadion (Cercle Brugge · Club Brugge) ·
Olympisch stadion (Beerschot VA) ·
Florent Beeckmanstadion (FC Dender) ·
King Power at Den Dreef Stadion (OH Leuven) ·
't Kuipje (KVC Westerlo) ·
Lotto Park (RSC Anderlecht) ·
Maurice Dufrasnestadion (Standard Luik) ·
Stade du Pays de Charleroi (Sporting Charleroi) ·
Stayen (STVV)